# Hermosa Beach (Kalifornia)
Hermosa Beach város az USA Kalifornia államában, Los Angeles megyében. Lakosainak száma 19 728 fő (2020. április 1.).

## Népesség
A település népességének változása:

| 2010 | 19 506 |
| 2020 | 19 728 |